# Retkinia-Północ

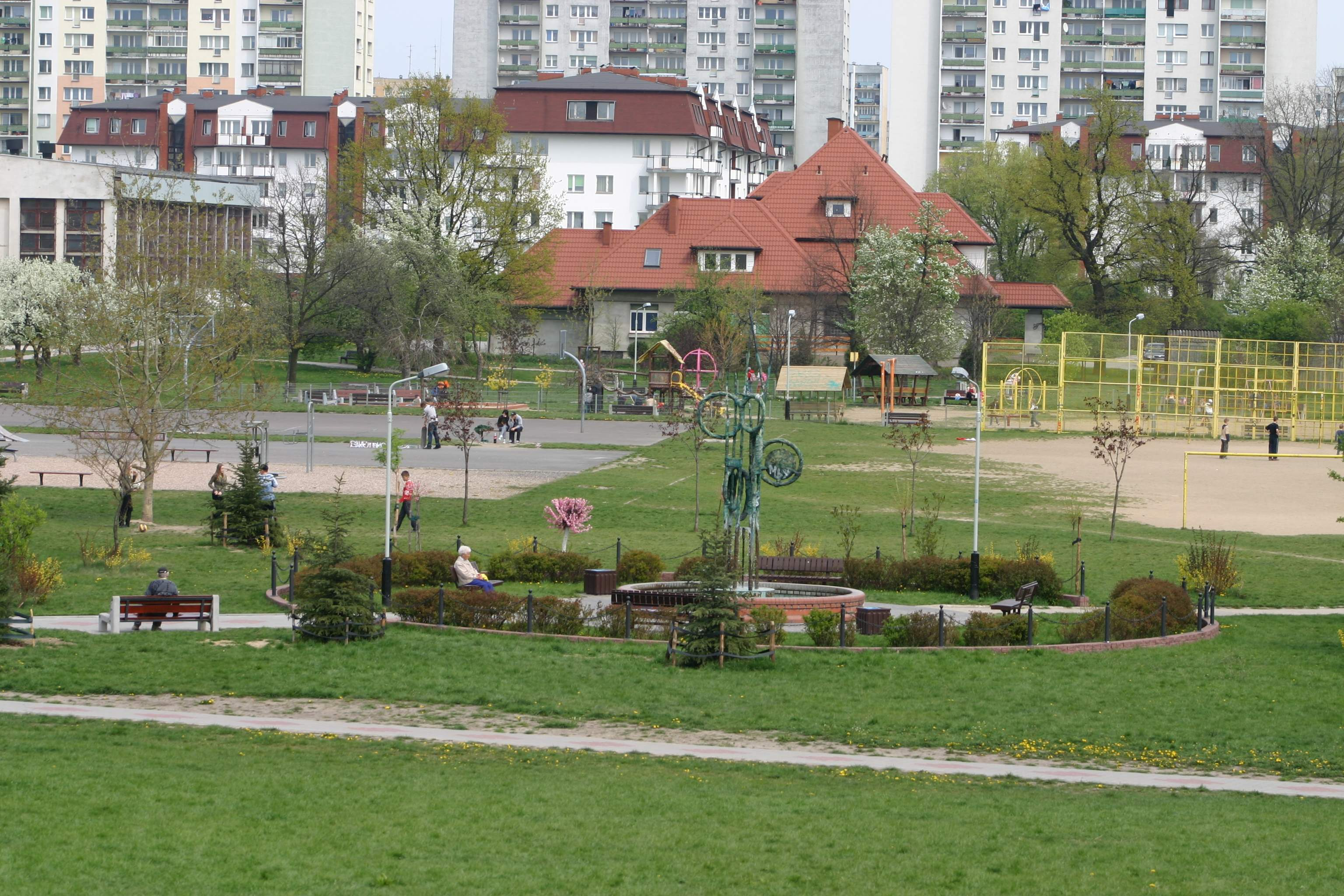
Fragment osiedla Retkinia-Północ

Retkinia-Północ – osiedle w Łodzi, w dzielnicy Polesie, stanowiące część większego osiedla Retkinia. 
Administracyjnie osiedle Retkinia-Północ wchodzi w skład osiedla Retkinia Zachód-Smulsko.
Na osiedlu zamieszkuje ok. 13.000 - 16.000 ludzi.

## Położenie i granice
Podosiedle Retkinia-Północ znajduje się nie do końca zgodnie ze swą nazwą, bo w zachodniej części Retkini.
Na północ od niego znajdują się dawne pola, obecnie nieużytki oraz niewielki las. 
Osiedle ma kształt prostokąta, a za jego granice przyjmuje się ulice: Kusocińskiego, Armii Krajowej, Wyszyńskiego i Popiełuszki (w czasie budowy osiedla, jak też przez pewien czas w okresie późniejszym ulice te nosiły nazwy, odpowiednio: Kusocińskiego, Dzierżyńskiego, Marchlewskiego i Allende).

## Historia
Tereny obecnego osiedla aż do początku lat 70. stanowiły obszary pól i łąk, należących do chłopów z wsi (od lat 40. i 50. – oficjalnie wchodzących w skład miasta) Retkinia i Brus.
Od późnego średniowiecza obszary obecnego osiedla stanowiły grunty rolne wsi Retkinia, która wchodziła w skład Klucza Pabianickiego dóbr kapituły biskupiej z Krakowa. Po upaństwowieniu dóbr kościelnych, od 1796 wieś stanowiła własność rządową.
Około roku 1830 rząd Królestwa Kongresowego przeprowadził scalanie i komasację gruntów wsi Retkinia, tworząc nowy podział przestrzenny wsi na kilka obszarów osiedleńczych. Powstały wówczas kolonie: Piaski, Brzózki, Zagrodniki, Działy, Długa Kolonia, Mała Kolonia.
Obszar obecnego osiedla Retkinia-Północ znalazł się prawie w całości na gruntach kolonii Retkinia-Działy. Na północ od obecnej ul. Kusocińskiego leżały już grunty folwarku rządowego Brus, później sprzedanego w ręce prywatne, w początkach XX wieku stanowiące własność łódzkiej rodziny Biedermannów. 
Obszar Retkini-Działów 1 stycznia 1940 został włączony do Łodzi (ówcześnie Litzmannstadt) przez niemieckie władze okupacyjne. Po wyzwoleniu, w 1945 r. włączenie to zostało anulowane, jednak już w rok później, w lutym 1946 r. władze polskie włączyły Retkinię-Działy w obręb miasta.
Jak wynika z analizy map geodezyjnych przed powstaniem osiedla Retkinia-Północ siedliska mieszkańców kolonii Działy znajdowały się w rejonie obecnych budynków o adresach:
Wyszyńskiego 35, 39, 41, 41A, 43, 45 oraz
Kusocińskiego 86A i 86B
i były ulokowane przy krótkiej drodze wiejskiej (w latach 1946–1975 ulica Śrutowa), prostopadłej do obecnej al. Wyszyńskiego.
W 60. władze miasta wytypowały te tereny jako miejsce budowy nowoczesnego osiedla mieszkaniowego, przystąpiono do wywłaszczania posiadaczy tych ziem, kilka lat później wysiedlono także nielicznych mieszkańców, wyburzono zabudowania i w ich miejsce postawiono bloki.
Budowa osiedla mieszkaniowego miała miejsce w latach 1976–79. Po tym okresie powstawały pojedyncze inwestycje, uzupełniające infrastrukturę.

## Charakter osiedla
Osiedle Retkinia-Północ składa się, podobnie jak zdecydowana większość Retkini, w głównej mierze z cztero-, dziesięcio- i jedenastopiętrowych bloków z wielkiej płyty, zbudowanych w 2. połowie lat 70., a ponadto kilku podobnych bloków dobudowanych w latach 80. Poza nimi na osiedlu stoi kilka nowych budynków wielorodzinnych, o podwyższonym standardzie, z cegieł i pustaków, zbudowanych na przełomie XX i XXI w.
Na osiedlu istnieją m.in. przedszkola, 2 szkoły podstawowe (nr 6 i 44), gimnazjum, liceum, a także kościół pw. Św. Rodziny, kilka dużych supermarketów (SamScan, Netto , Stokrotka oraz Biedronka), 2 galerie handlowe (Galeria Retkińska i Vicky), a także wiele mniejszych sklepów i punktów usługowych, apteki, poczta itd.
Przy osiedlu istnieje krańcówka tramwajowa oraz autobusowa.